# Igreja de Santo Amaro (Castelo de Vide)
A Igreja de Santo Amaro, também conhecida como Igreja da Misericórdia, é um monumento religioso na vila de Castelo de Vide, na região do Alentejo, em Portugal. Está classificada como Monumento de Interesse Público.

## Descrição
As fachadas do edifício são muito sóbrias, sendo o acesso feito através de um portal apilastrado. Em contraste, o interior apresenta uma grande riqueza decorativa, com um retábulo em alvenaria pintada, a simular talha dourada, e vários elementos ornamentais em estuque e marmoreados. Na igreja destaca-se principalmente o elemento da lanterna do cruzeiro, de grandes dimensões, e que apresenta uma cúpula de forma octogonal.
É considerado um dos principais monumentos em Castelo de Vide, e um dos mais significativos exemplos do barroco na região do Alentejo, devido ao rigor e qualidade da sua construção, ao equilíbrio nas suas proporções, à presença da lanterna do cruzeiro e à riqueza decorativa interior, que assinalam a influência joanina.

## História
O imóvel foi construído por volta de 1494, sendo então apenas uma pequena ermida. Em 1534 passou a ser administrada pela Santa Casa da Misericórdia de Castelo de Vide, que fundou o hospital junto da ermida. Embora originalmente estivesse fora da povoação, eventualmente passou a estar rodeado de casario, tendo-se tornado num dos elementos a partir do qual foi organizada a área urbana. A igreja em si só foi construída no século XIX, a partir da reconstrução da ermida.
A igreja foi classificada como Monumento de Interesse Público em 2014. Em 27 de Janeiro de 2024, a agência SIC Notícias reportou que a Santa Casa da Misericórdia tinha posto a igreja à venda por 350 mil euros, uma vez que não tinha capacidade financeira para a restaurar, e necessitava de fundos para concluir a construção de um lar de terceira idade. Nessa época, a igreja estava encerrada ao público, e encontrava-se em grave estado de degradação.